# Gärdesuddens naturreservat

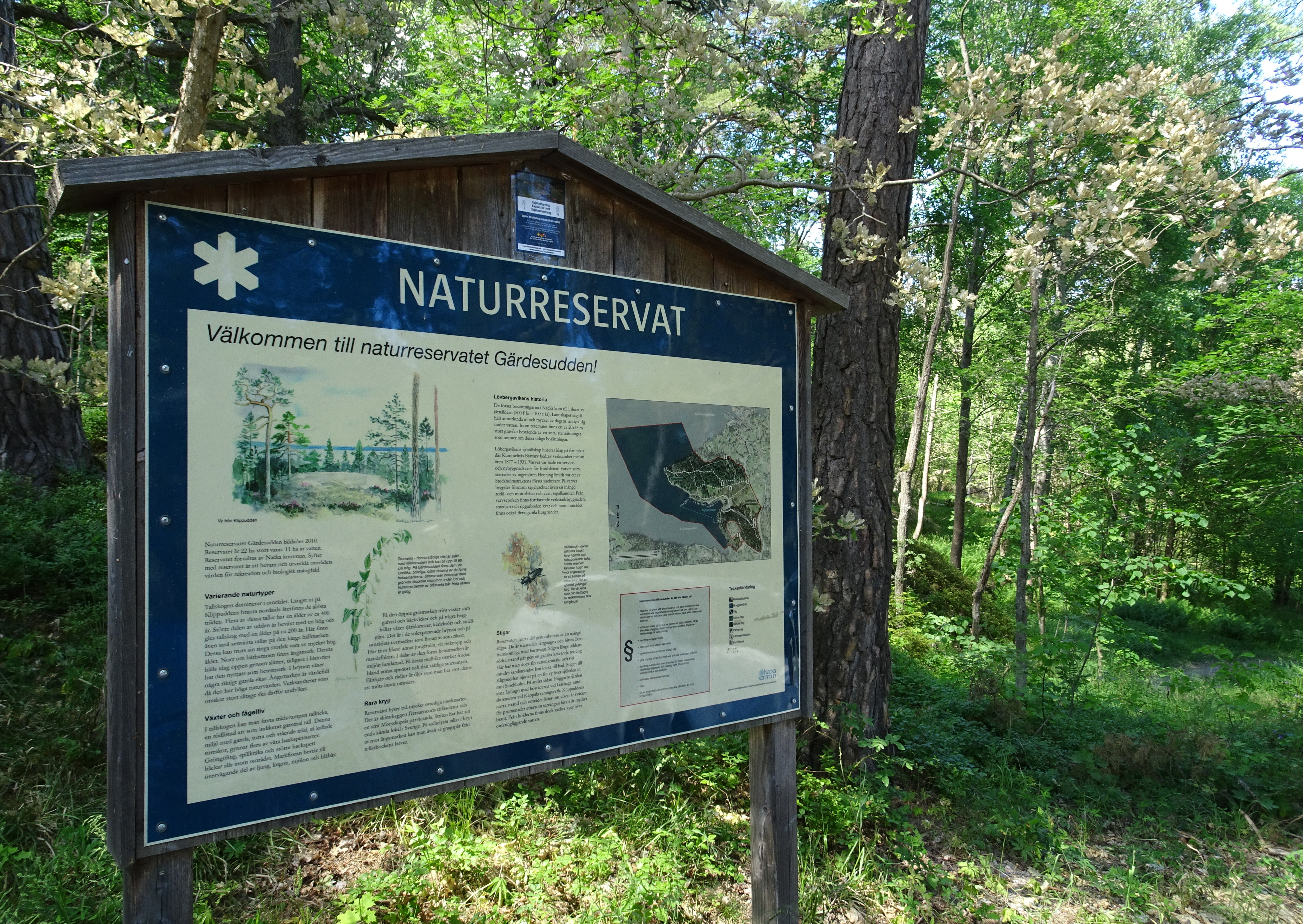
Skylt vid reservatsentrén.

Gärdesudden (även Hundudden) är ett naturreservat i orten Kummelnäs i Boo socken i Nacka kommun, Stockholms län. Reservatet inrättades år 2010 och omfattar en area om cirka 22 hektar, varav 11 hektar vatten. Markägare är Nacka kommun.

## Läge
Gärdesuddens naturreservat begränsas i norr av Kummelnäsviken och i söder av Lövbergaviken. I reservatet ingår koloniträdgården Kummelnäskolonisterna längst i sydost och Lövbergavikens Sjösällskap. Yttersta spetsen heter Gärdesudden varifrån man har en vidsträckt vy över Höggarnsfjärden med farleden till och från Stockholm.

## Beskrivning
Området har en lång historia. De äldsta spåren finns i reservatets nordöstra del där ett 35x20 meter stort gravfält med stensättningar ligger väl synligt (RAÄ-nummer Boo 20:1). Den öppna marken brukades tidigare av Kummelnäs gård. Inne i Lövbergaviken fanns Kummelnäs båtvarv som hade sin verksamhet mellan 1875 och 1931. Idag har Lövbergavikens Sjösällskap sin småbåtshamn här. Reservatets högre partier består av gles skog med kraftiga tallar och ädellövskog. Stränderna ger goda bad- och fiskemöjligheter. Syftet med naturreservatet Gärdesudden är att bevara och utveckla områdets värden för rekreation och biologisk mångfald.

## Bilder

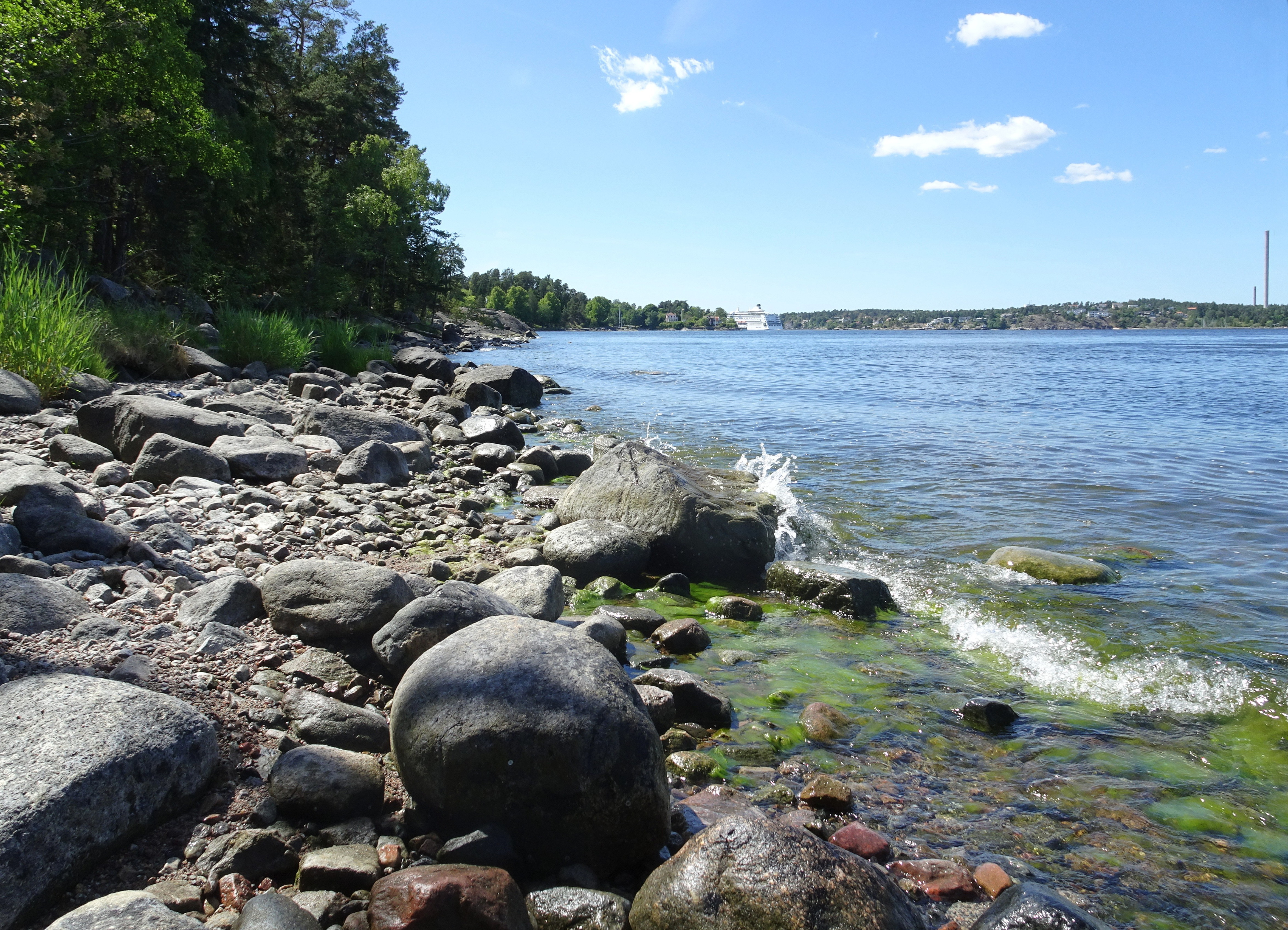
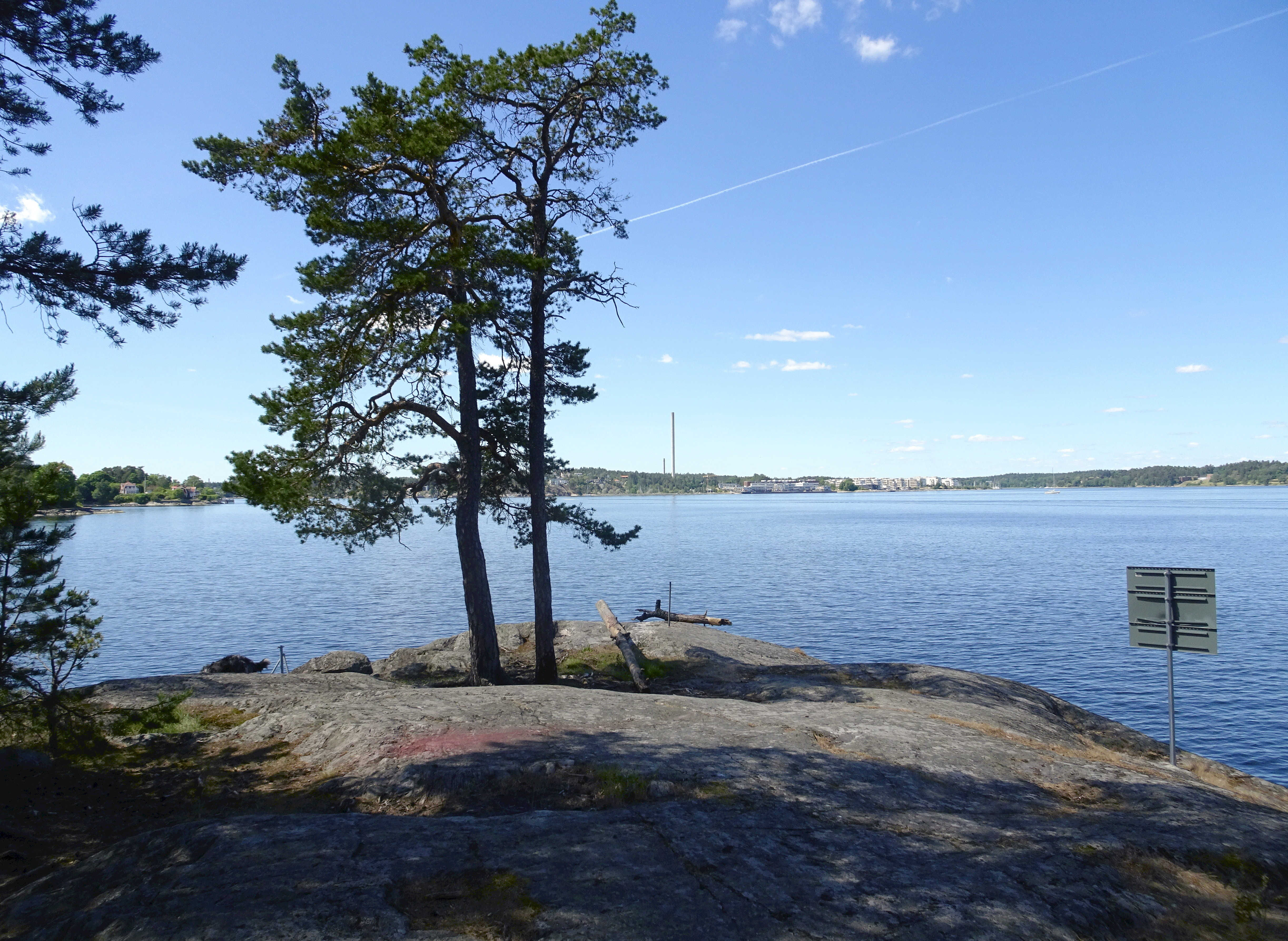
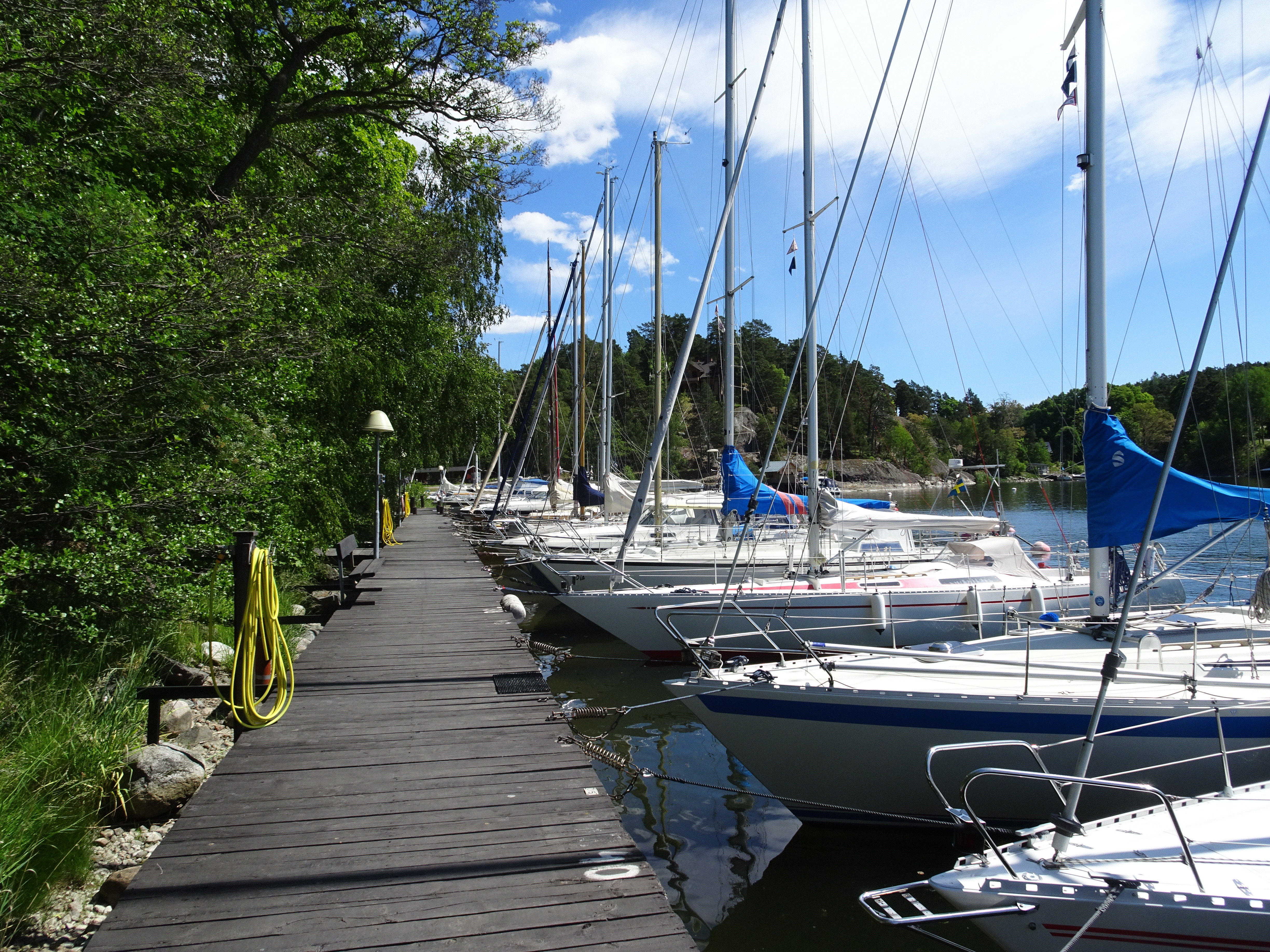

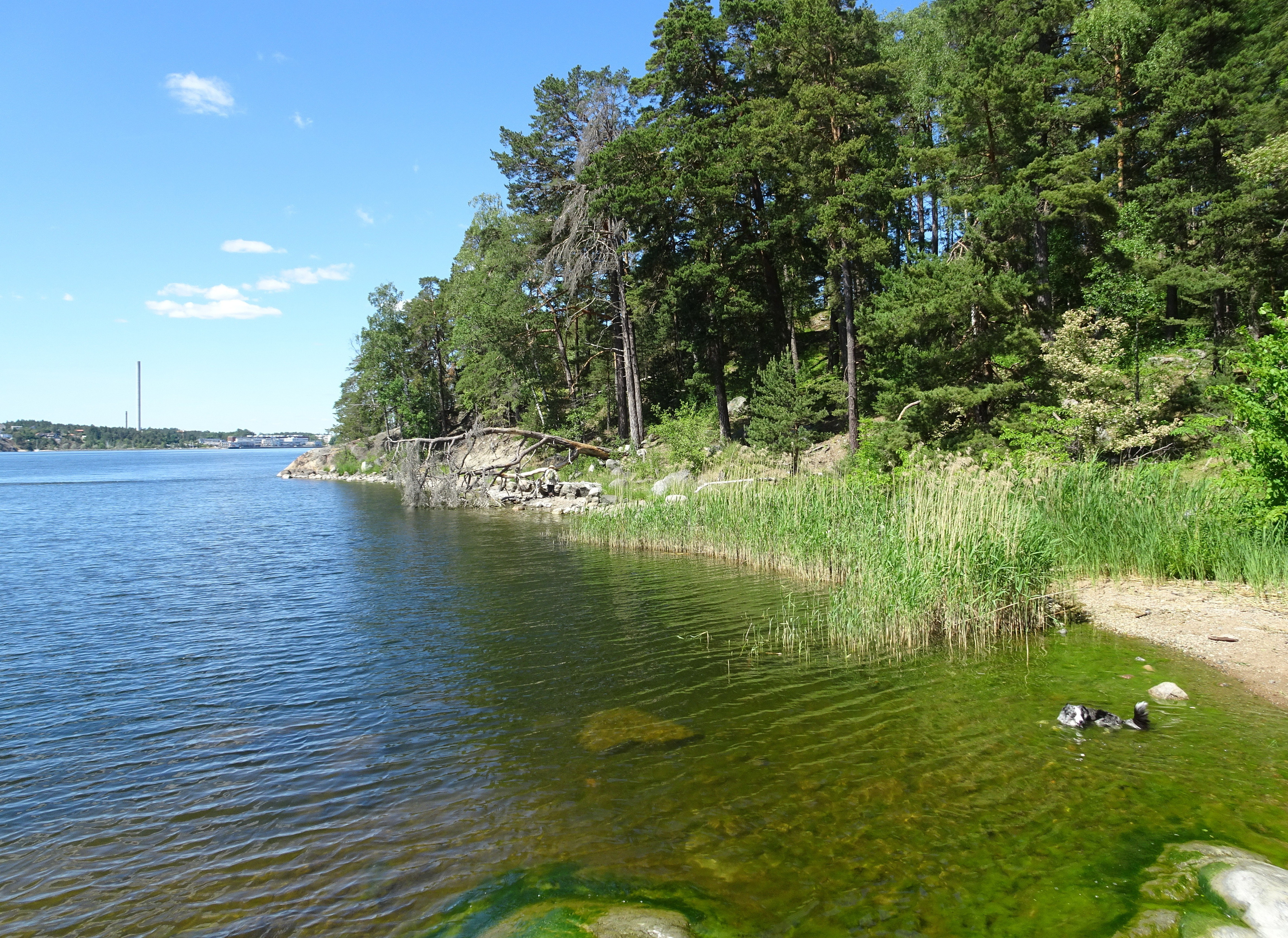
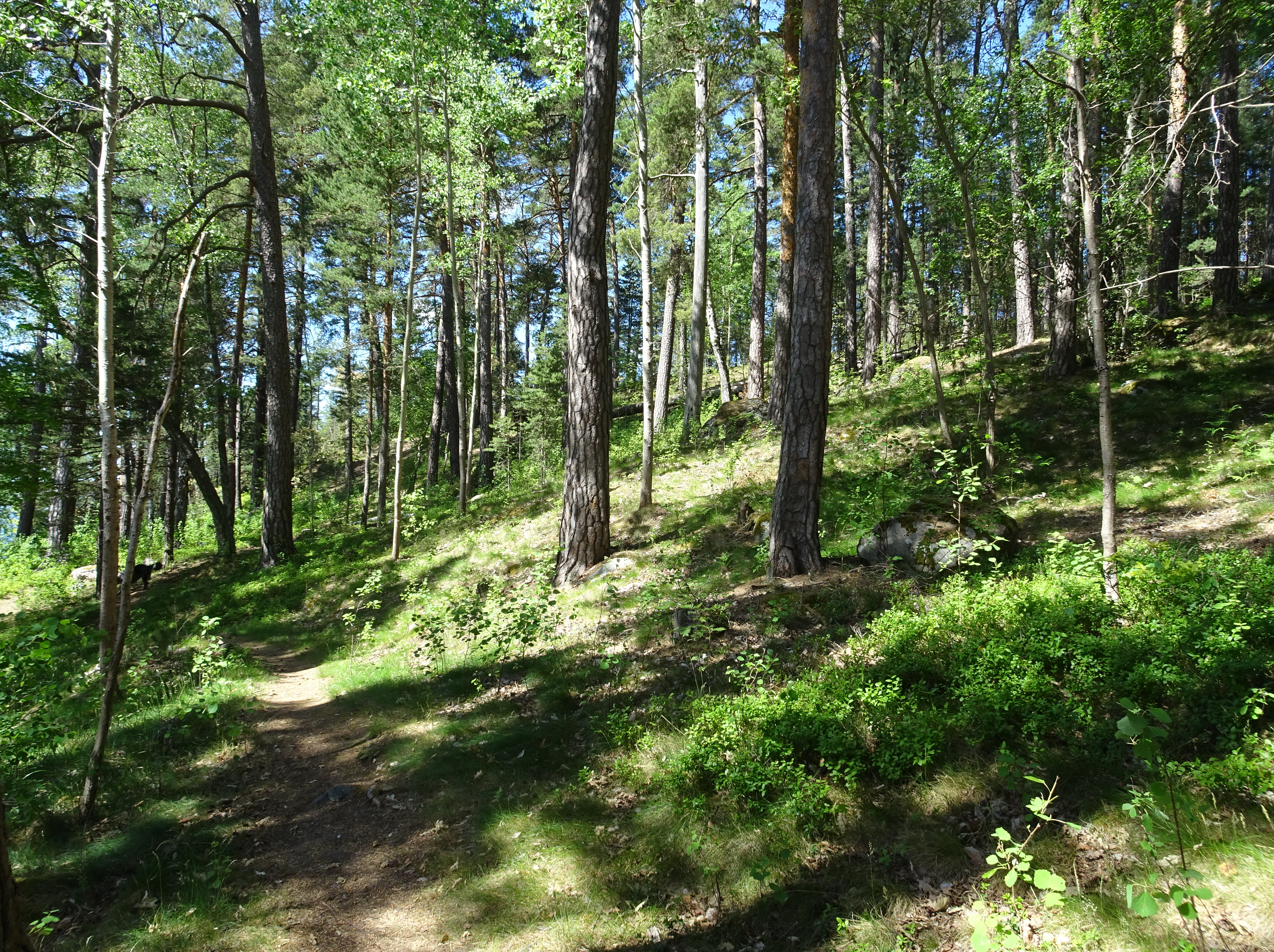
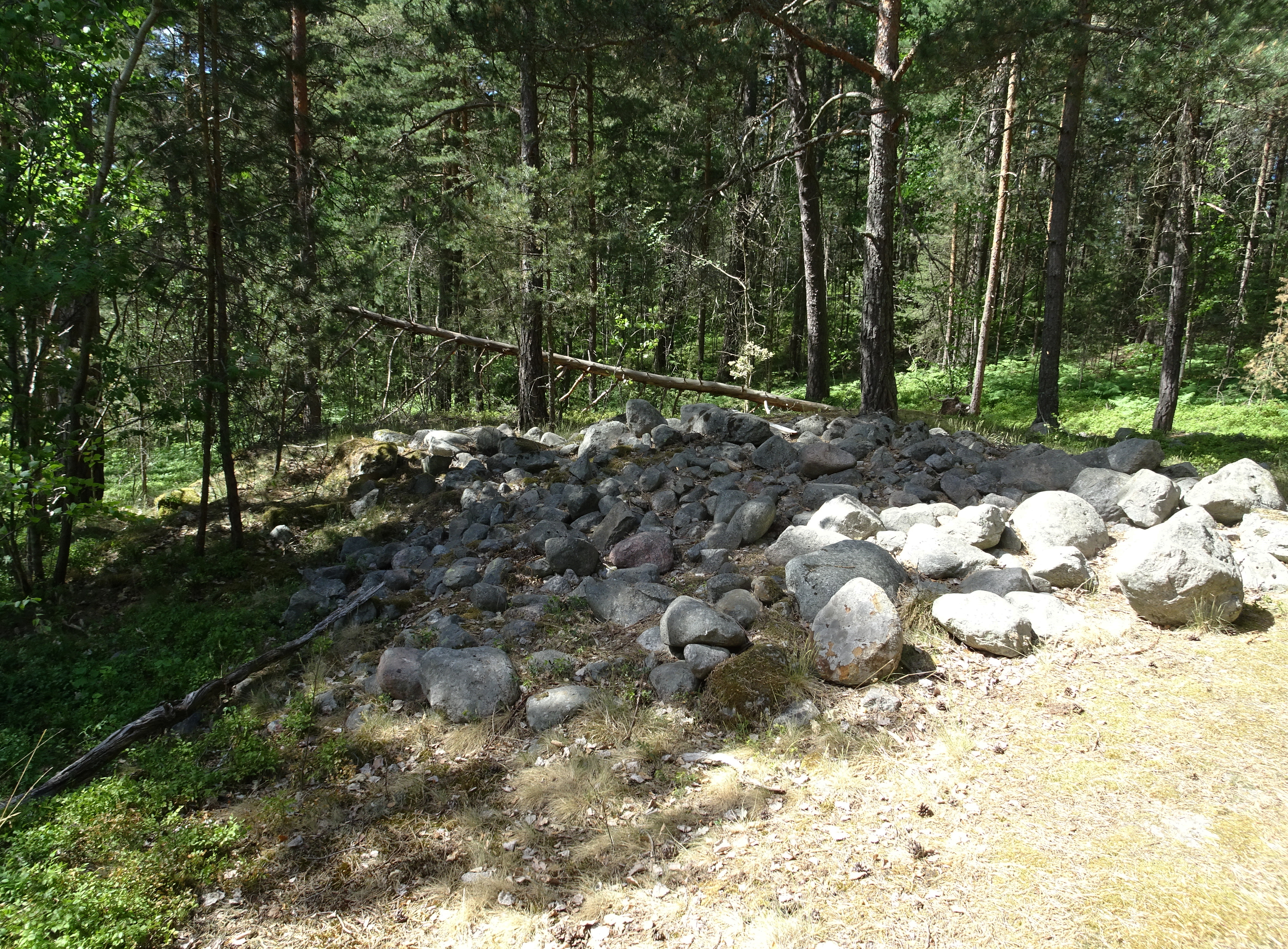
Fornlämning RAÄ-nummer Boo 20:1.